# Långtjärnen (Voxna socken, Hälsingland, 681364-147597)
Långtjärnen är en sjö i Ovanåkers kommun i Hälsingland och ingår i Ljusnans huvudavrinningsområde. Långtjärnen ligger i Ålkarstjärnarna Natura 2000-område.